# Rejon zajelcowski (Nowosybirsk)
Rejon zajelcowski w Nowosybirsku (ros. Заельцовский район) – jeden z rejonów rosyjskiego miasta Nowosybirsk. Jest to jednocześnie największy rejon Nowosybirska.

## Charakterystyka
Położony na prawym brzegu rzeki Ob w północno-wschodniej części miasta. Zajmuje łączną powierzchnię 83,0 km kwadratowych, według danych na 2010 roku zamieszkuje go 141 317 osób, podczas gdy kilka lat wcześniej ich liczba wynosiła 139 100. Rejon został powołany do życia 19 lutego 1940 roku. Historia tego obszaru zaczyna się jeszcze w XIX wieku, gdy w tym miejscu przyszłego miasta chciano zbudować most przez Ob, do czego ostatecznie jednak nie doszło. W 1905 roku powstała na terenie przyszłego Rejonu Leninowskiego rzeźnia. Następnie umieszczono tu zabudowania związane z wojskiem, ale do lat dwudziestych zabudowa tego miejsca była bardzo chaotyczna. W 1929 roku zlokalizowano tu jeden z miejskich szpitali, a w 1931 roku fabrykę butów. Oficjalnie rejon ustanowiono w lutym 1940, co zostało potwierdzone 25 marca 1940 roku. W czasie II wojny światowej na front wyruszyło 17 887 mieszkańców, z czego nie wróciło 4789 ludzi. Zlokalizowano tu też wiele fabryk i zakładów przemysłowych ewakuowanych z zachodu. Po wojnie trwały dalsze inwestycje w dzielnice. Znajduje się tu Nowosybirski Ogród Zoologiczny, a także instytucje naukowe, m.in. Syberyjski Państwowy Uniwersytet Transportu. Dzielnica jest liderem pod względem ilości terenów zielonych w mieście. Swą siedzibę mają tu także Międzynarodowe Targi Syberyjskie oraz Ogród Botaniczny. Architektura dzielnicy jest mieszaniną stylu powojennego z czasów Józefa Stalina i Nikity Chruszczowa, a także budowanych już po rozpadzie Związku Radzieckiego. 

## Transport
Dzielnica znajduje się w strukturze nowosybirskich sieci tramwajowej oraz autobusowej. Na obszarze zajelcowskiego rejonu znajdują się także dwie stacje Nowosybirskiego Metra, należące do Linii Leninskajej:
- Zajelcowskaja
- Gagarinskaja